# Żerków (gemeente)
De gemeente Żerków is een stad- en landgemeente in het Poolse woiwodschap Groot-Polen, in powiat Jarociński.
De zetel van de gemeente is in Żerków.
Op 30 juni 2004 telde de gemeente 10 599 inwoners.

## Oppervlakte gegevens
In 2002 bedroeg de totale oppervlakte van gemeente Żerków 170,5 km², waarvan:
- agrarisch gebied: 76%
- bossen: 15%

De gemeente beslaat 29,01% van de totale oppervlakte van de powiat.

## Demografie
Stand op 30 juni 2004:
| Omschrijving                   | Totaal | Totaal | Vrouwen | Vrouwen | Mannen | Mannen |
| ------------------------------ | ------ | ------ | ------- | ------- | ------ | ------ |
| eenheid                        | aantal | %      | aantal  | %       | aantal | %      |
| inwoners                       | 10 599 | 100    | 5344    | 50,4    | 5255   | 49,6   |
| bevolkingsdichtheid (inw./km²) | 62,2   | 62,2   | 31,3    | 31,3    | 30,8   | 30,8   |

In 2002 bedroeg het gemiddelde inkomen per inwoner 1436,78 zł.

## Plaatsen
Antonin, Bieździadów, Brzostków, Chrzan, Chwałów, Dobieszczyzna, Kamień, Komorze Przybysławskie, Kretków, Lgów, Lisew, Lubinia Mała, Ludwinów, Miniszew, Paruchów, Pawłowice, Pogorzelica, Prusinów, Przybysław, Raszewy, Sierszew-Sucha, Stęgosz, Szczonów, Śmiełów, Żerniki, Żółków.

## Aangrenzende gemeenten
Czermin, Gizałki, Jarocin, Kołaczkowo, Kotlin, Miłosław, Nowe Miasto nad Wartą, Pyzdry